# カケホとデジラ
カケホとデジラは、KDDI及び沖縄セルラー電話が提供する携帯電話の料金プラン。2014年6月25日に発表され、同年8月13日より提供が開始された。この主の料金プランとしては、NTTドコモやソフトバンクといった日本の大手携帯電話事業者より遅れた提供であり、データ通信の容量を家族間で授受し合えるという点が他社の料金プランとの差異となっている。

## サービス提供の背景
2014年1月24日、ソフトバンクが同年4月21日より料金プラン「スマ放題」を提供すると発表、ドコモもこれに追従する形で音声通話定額プランを含んだ料金プラン「カケホーダイプラン&パケあえる」を2014年4月10日に発表した。この発表を受け、4月18日にソフトバンクは「スマ放題」の提供開始を延期を決定、その後、7月1日からサービスの提供を開始すると6月7日に発表した。一方、ドコモは予定通り6月1日より「カケホーダイプラン&パケあえる」の提供を開始し、契約件数を順調に伸ばすこととなった。
新しい料金プランについて、当初KDDIは静観し、もっと遅い時期の提供を計画していたが、ドコモの契約件数増加を受けて、6月25日に音声通話定額プラン「カケホとデジラ」を発表した。
2015年9月11日には、1回5分まで無料（それ以降は30秒当たり21.6円）となる電話カケ放題プランS（スーパーカケホ）が発表された。

## サービス内容
【カケホ】：2,700円（誰でも割適用前円、4,200円スマイルハート割引適用時2,500円）
【スーパーカケホ】：1,700円（誰でも割適用前2,500円、スマイルハート割引適用時1,500円）
【データ定額プラン】（1・2・3・5・20・30GBから選択可能）
- - データ定額1：2,900円＊スーパーカケホのみ
  - データ定額2：3,500円＊カケホのみ
  - データ定額3：4,200円
  - データ定額5：5,000円

《スーパーデジラ》
- - データ定額20：6000円
  - データ定額30：8000円

### auスマートバリューの値引き額
- データ定額2・3：永年980円
- データ定額5・8：最大2年間1,410円、3年目以降980円
- データ定額10・13：最大2年間2,000円、3年目以降980円（2015年3月1日より）

## 註釈
1. ↑  1月24日時点で音声通話定額プランとして打ち出していたが、厳密な意味での定額ではなかったことにより利用者から批判を受け、4月1日に改定している[4]。